# Tomeurus gracilis
La sardinita (Tomeurus gracilis) es una especie de pez actinopeterigio de agua dulce, la única del género Tomeurus que a su vez es el único de la tribu Tomeurini, de la familia de los poecílidos.

## Biología
Peces de pequeño tamaño con una longitud máxima descrita de 3,3 cm. Son ovovivíparos con 1 o 2 huevos que son visibles a través del cuerpo transparente de la hembra; la viviparidad es facultativa, ya que los óvulos pueden ser colocados prematuramente y unidos a las plantas. La fertilización es interna y varios días después de la fecundación, las hembras ponen huevos individualmente en plantas acuáticas.

## Distribución y hábitat
Se distribuye por ríos de la vertiente atlántica de América del Sur: en pequeños drenajes costeros de los departamentos o territorios federales venezolanos de Delta Amacuro y Monagas, en Las Guayanas y en el norte de Brasil. Vive en grupos de varias decenas de individuos, en arroyos fangosos oa lo largo del borde arenoso-fangoso de zonas estuarinas poco profundas, a veces permanece inmóvil en la superficie y prefiere buscar refugio debajo de las plantas flotantes. A veces permanece inmóvil en la superficie y prefiere buscar refugio debajo de las plantas flotantes.